# Pudim
Le pudim est un dessert portugais fait de lait, d'œufs et de sucre. Son nom vient directement du mot anglais pudding.
Il s'agit d'une sorte de flan caramélisé qui est un dessert incontournable au Portugal.